# 王秀兰 (1925年)
王秀兰（1925年—2010年5月13日），女，河南民权人，中国豫剧祥符调正工青衣表演艺术家。和合作近20年的豫剧艺术家王素君、王敬先并称为“汴京三王”。直到其逝世，王秀兰在戏曲舞台上活跃了半个多世纪。代表作有《王金豆借粮》、《七星庙》、《反五关》、《甘露寺》、《草船借箭》等